# Probabilité a posteriori
Dans le théorème de Bayes, la probabilité a posteriori désigne la probabilité recalculée ou remesurée qu'un évènement ait lieu en prenant en considération une nouvelle information. Autrement dit, la probabilité a posteriori est la probabilité qu'un évènement A ait lieu étant donné que l'évènement B a eu lieu. Elle s'oppose à la probabilité a priori dans l'inférence bayésienne.

## Définition
La loi a priori {\displaystyle p(\theta )} qu'un évènement {\displaystyle X} ait lieu avec vraisemblance est {\displaystyle p(X|\theta )}. La probabilité a posteriori se définit comme : 
{\displaystyle p(\theta |X)={\frac {p(X|\theta )p(\theta )}{p(X)}}.}
La probabilité a posteriori peut s'écrire :
{\displaystyle {\text{Probabilité a posteriori}}\propto {\text{Vraisemblance}}\times {\text{Probabilité a priori}}.}

## Calcul
La distribution d'une probabilité a posteriori d'une variable aléatoire étant donné la valeur d'une autre peut être calculée avec le théorème de Bayes en multipliant la distribution de la probabilité a priori par la fonction de vraisemblance, et ensuite divisé par la constante de normalisation, tel que : 
{\displaystyle f_{X\mid Y=y}(x)={f_{X}(x){\mathcal {L}}_{X\mid Y=y}(x) \over {\int _{-\infty }^{\infty }f_{X}(u){\mathcal {L}}_{X\mid Y=y}(u)\,du}}}
ce qui donne la fonction de densité a posteriori d'une variable aléatoire {\displaystyle X} étant donné que {\displaystyle Y=y} et où :
- {\displaystyle f_{X}(x)} est la densité antérieure de {\displaystyle X},
- {\displaystyle {\mathcal {L}}_{X\mid Y=y}(x)=f_{Y\mid X=x}(y)} est la fonction de vraisemblance de {\displaystyle x},
- {\displaystyle \int _{-\infty }^{\infty }f_{X}(u){\mathcal {L}}_{X\mid Y=y}(u)\,du} est la constante de normalisation, et
- {\displaystyle f_{X\mid Y=y}(x)} la densité postérieure de {\displaystyle X} sachant {\displaystyle Y=y}.